# Europese kampioenschappen atletiek 2024 – 400 meter vrouwen
De 400 meter voor vrouwen op het Europees kampioenschap atletiek 2024 vond plaats van 8 t/m 10 juni in het Olympisch stadion te Rome. Titelverdedigster Femke Bol nam in deze editie niet deel aan dit onderdeel.

## Records
Voorafgaand aan het toernooi waren dit het wereldrecord, Europese record en kampioenschapsrecord:
| Wereldrecord         | Marita Koch | 47,60 | Canberra | 6 oktober 1985   |
| Europees record      | Marita Koch | 47,60 | Canberra | 6 oktober 1985   |
| Kampioenschapsrecord | Marita Koch | 48,16 | Athene   | 8 september 1982 |

## Resultaten[1]

### Series (8 juni 12:20)
De 12 hoogst gerangschikte atletes mochten automatisch naar de halve finales. De andere atletes startten in de series, waarbij de 12 snelsten zich ook kwalificeerden voor de halve finales. Door afzeggingen gingen Helena Ponette, Julia Niederberger en Astri Ertzgaard toch door naar de halve finales, ondanks dat zij zich aanvankelijk niet hadden gekwalificeerd.
| Rang | Serie | Baan | Atlete                 | Land        | Resultaat | Bijz. |
| ---- | ----- | ---- | ---------------------- | ----------- | --------- | ----- |
| 1    | 1     | 6    | Amandine Brossier      | Frankrijk   | 51,30     | q, SB |
| 2    | 2     | 8    | Lurdes Gloria Manuel   | Tsjechië    | 51,36     | q     |
| 3    | 2     | 5    | Alice Mangione         | Italië      | 51,71     | q, SB |
| 4    | 2     | 3    | Berta Segura           | Spanje      | 51,92     | q, PB |
| 5    | 3     | 3    | Tereza Petržilková     | Tsjechië    | 51,96     | q     |
| 6    | 2     | 9    | Justyna Święty-Ersetic | Polen       | 52,01     | q     |
| 7    | 3     | 8    | Anna Polinari          | Italië      | 52,06     | q     |
| 8    | 2     | 7    | Maryana Shostak        | Oekraïne    | 52,07     | q, PB |
| 9    | 1     | 7    | Iga Baumgart-Witan     | Polen       | 52,18     | q, PB |
| 10   | 2     | 6    | Lisa Lilja             | Zweden      | 52,18     | q, PB |
| 11   | 1     | 4    | Giancarla Trevisan     | Italië      | 52,22     | q, SB |
| 12   | 2     | 4    | Giulia Senn            | Zwitserland | 52,24     | q     |
| 13   | 1     | 8    | Julia Niederberger     | Zwitserland | 52,42     | SB    |
| 14   | 1     | 9    | Cátia Azevedo          | Portugal    | 52,53     |       |
| 15   | 3     | 4    | Helena Ponette         | België      | 52,57     |       |
| 16   | 3     | 6    | Astri Ertzgaard        | Noorwegen   | 52,78     |       |
| 17   | 3     | 7    | Mette Baas             | Finland     | 52,94     |       |
| 18   | 3     | 5    | Maja Ćirić             | Servië      | 52,96     |       |
| 19   | 1     | 5    | Kateryna Karpiuk       | Oekraïne    | 53,10     |       |
| 20   | 3     | 9    | Tetyana Melnyk         | Oekraïne    | 53,29     |       |

### Halve finales (9 juni 20:05)
De eerste twee van elke halve finale kwalificeerden zich voor de finale (Q). Van de overige deelnemers kwalificeerden de twee tijdsnelsten (q) zich.
| Rang | Serie | Baan | Atlete                    | Land                | Resultaat | Bijz.    |
| ---- | ----- | ---- | ------------------------- | ------------------- | --------- | -------- |
| 1    | 1     | 8    | Rhasidat Adeleke          | Ierland             | 50,54     | Q, EU23L |
| 2    | 3     | 7    | Lieke Klaver              | Nederland           | 50,57     | Q        |
| 3    | 2     | 8    | Natalia Kaczmarek         | Polen               | 50,70     | Q        |
| 4    | 1     | 5    | Laviai Nielsen            | Verenigd Koninkrijk | 50,73     | Q, PB    |
| 5    | 3     | 8    | Sharlene Mawdsley         | Ierland             | 50,99     | Q        |
| 6    | 1     | 7    | Lurdes Gloria Manuel      | Tsjechië            | 51,06     | q, NU20R |
| 7    | 2     | 5    | Andrea Miklós             | Roemenië            | 51,13     | Q        |
| 8    | 2     | 6    | Susanne Gogl-Walli        | Oostenrijk          | 51,14     | q, SB    |
| 9    | 3     | 9    | Alice Mangione            | Italië              | 51,34     | PB       |
| 10   | 2     | 7    | Sophie Becker             | Ierland             | 51,54     |          |
| 11   | 3     | 5    | Helena Ponette            | België              | 51,56     |          |
| 12   | 1     | 9    | Amandine Brossier         | Frankrijk           | 51,78     |          |
| 13   | 3     | 2    | Maryana Shostak           | Oekraïne            | 51,99     | PB       |
| 14   | 2     | 9    | Tereza Petržilková        | Tsjechië            | 52,05     |          |
| 15   | 3     | 6    | Victoria Ohuruogu         | Verenigd Koninkrijk | 52,07     |          |
| 16   | 3     | 4    | Giulia Senn               | Zwitserland         | 52,16     | SB       |
| 17   | 3     | 3    | Justyna Święty-Ersetic    | Polen               | 52,18     |          |
| 18   | 2     | 4    | Anna Polinari             | Italië              | 52,53     |          |
| 19   | 2     | 3    | Berta Segura              | Spanje              | 52,53     |          |
| 20   | 2     | 2    | Lisa Lilja                | Zweden              | 52,55     |          |
| 21   | 1     | 2    | Giancarla Trevisan        | Italië              | 52,59     |          |
| 22   | 1     | 3    | Astri Ertzgaard           | Noorwegen           | 52,82     |          |
| 23   | 1     | 6    | Modesta Justè Morauskaité | Litouwen            | 52,95     |          |
| 24   | 1     | 4    | Julia Niederberger        | Zwitserland         | 52,97     |          |

### Finale
De finale vond plaats op 10 juni om 21:50.
| Rang   | Baan | Atlete               | Land                | Tijd  | Bijz.      |
| ------ | ---- | -------------------- | ------------------- | ----- | ---------- |
| Goud   | 7    | Natalia Kaczmarek    | Polen               | 48,98 | EL, NR, PB |
| Zilver | 6    | Rhasidat Adeleke     | Ierland             | 49,07 | EU23L, NR  |
| Brons  | 8    | Lieke Klaver         | Nederland           | 50,08 | SB         |
| 4      | 3    | Lurdes Gloria Manuel | Tsjechië            | 50,52 | WU20L      |
| 5      | 9    | Andrea Miklós        | Roemenië            | 50,71 | SB         |
| 6      | 5    | Lavai Nielsen        | Verenigd Koninkrijk | 50,71 | PB         |
| 7      | 2    | Susanne Gogl-Walli   | Oostenrijk          | 51,23 |            |
| 8      | 4    | Sharlene Mawdsley    | Ierland             | 51,59 |            |